# Campeonato Sergipano de Futebol de 1942
O Campeonato Sergipano de Futebol de 1942 foi a 19º edição da divisão principal do campeonato estadual de Sergipe. O campeão foi o Cotinguiba que conquistou seu 5º título na história da competição.

## Premiação
| Campeonato Sergipano de 1942   |
| Aracaju                        |
| ------------------------------ |
| Cotinguiba Campeão (5º título) |